# Algemeen Uitbreidingsplan

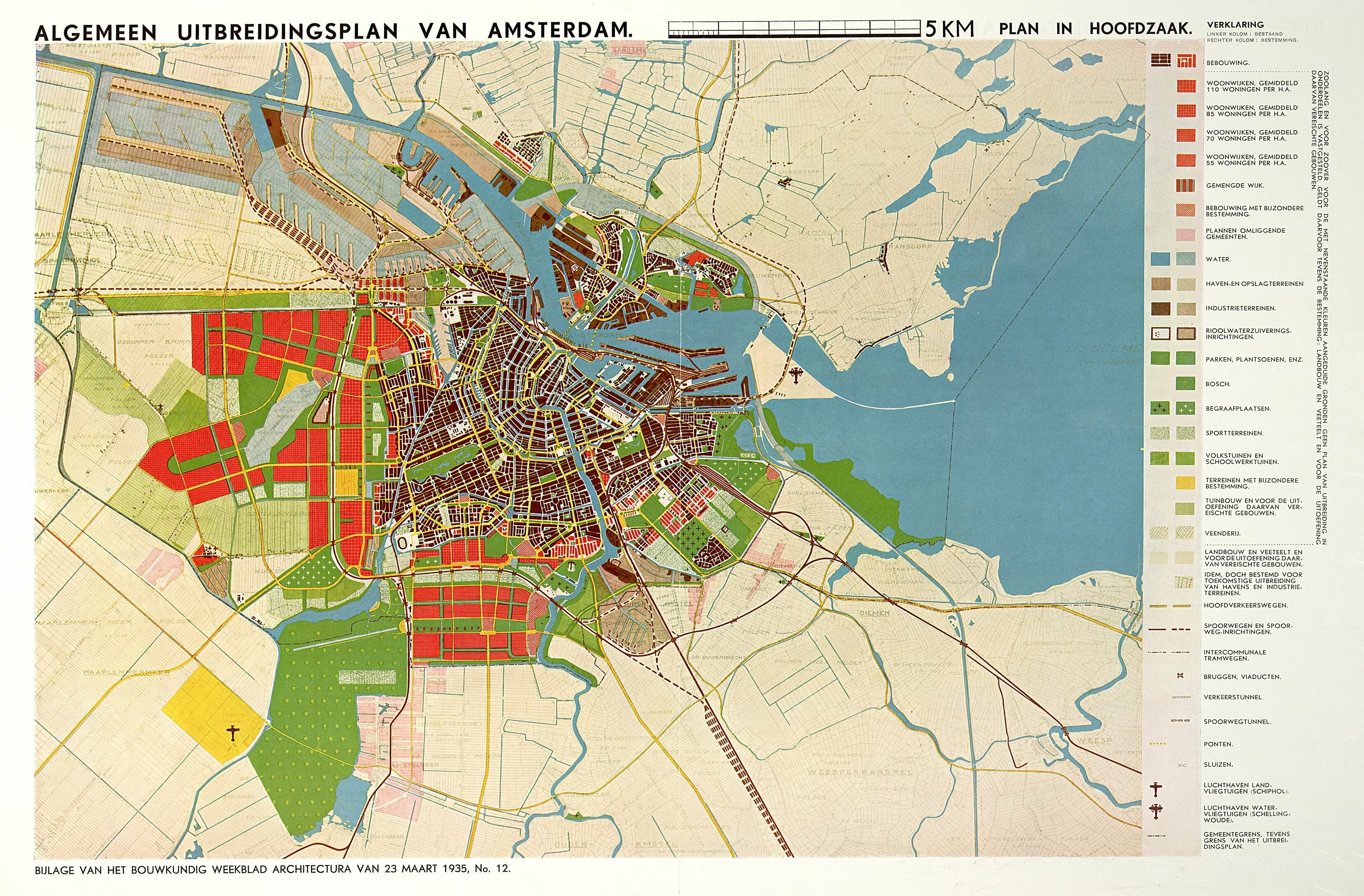
Plankaart van het Algemeen Uitbreidingsplan

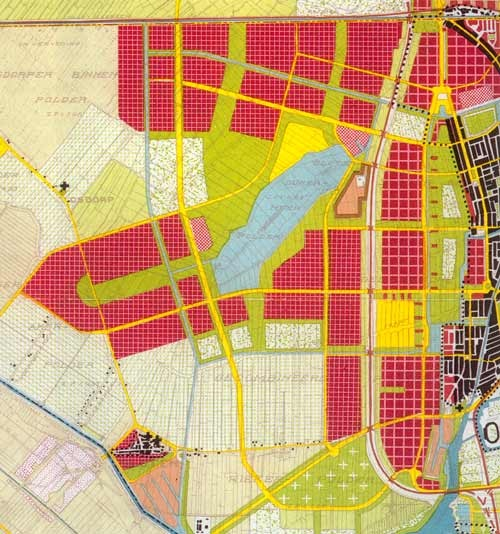
De Westelijke Tuinsteden als onderdeel van het AUP.

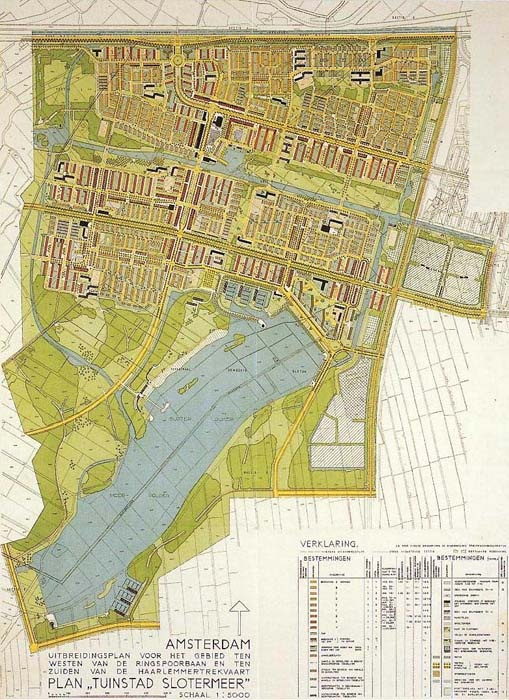
Het oorspronkelijke Plan Slotermeer uit 1939, onderdeel van het AUP.

Het Algemeen Uitbreidingsplan (AUP) is een stedenbouwkundig plan voor de uitbreiding van Amsterdam, dat in 1934 tot stand kwam, in 1935 aangenomen werd door de gemeenteraad en in 1939 bij Koninklijk Besluit van kracht werd. Na de Tweede Wereldoorlog werd het grotendeels uitgevoerd; het was de basis voor de uitbreidingen naar het westen en zuiden. Het was bedoeld als basis voor de uitbouw van de stad tot het jaar 2000.
Enkele andere Nederlandse gemeenten kenden ook een Algemeen Uitbreidingsplan: Eindhoven (1930), Rotterdam (1928).

## Totstandkoming
Het aantal inwoners van Amsterdam was sinds het einde van de negentiende eeuw flink toegenomen. Huisvesting was echter een probleem. Na een eerdere uitbreiding in 1896 verwierf de stad in 1921 door annexatie van randgemeenten de ruimte die nodig werd geacht voor woningbouw en bedrijvigheid. Sloten, Watergraafsmeer, een deel van Nieuwer-Amstel en de noordelijke gemeenten Buiksloot, Nieuwendam, Ransdorp en een deel van Oostzaan werden bij de gemeente Amsterdam gevoegd, die daarmee vier keer zo groot werd. In 1928 werd binnen de Dienst der Publieke Werken de afdeling Stadsontwikkeling opgericht, die de uitbreiding in goede banen moest gaan leiden. De leiding was in handen van het drietal L.S.P. Scheffer (afdelingshoofd), Theodoor Karel van Lohuizen (stedenbouwkundig onderzoeker) en Cornelis van Eesteren (stedenbouwkundig ontwerper).
De ontwerpers onderscheidden een viertal stedelijke functies, die bij voorkeur een eigen plek dienden te krijgen: wonen, werken, recreatie en verkeer, zoals deze in 1910 voor het eerst werden geformuleerd door Werner Hegemann. Het werken diende zich te concentreren in de bestaande binnenstad en het aan te leggen Westelijk Havengebied. De voornaamste nieuwe woongebieden werden gepland in het westen en zuiden. Recreatie zou tussen de woon- en werkgebieden kunnen plaatsvinden, in parken en groenstroken. Hierbij paste Van Eesteren de methode van Martin Wagner uit 1915 toe.
Aan de hand van vooral prognoses over de ontwikkeling van de bevolking werd een schatting gemaakt van de behoefte aan woningen, voorzieningen en industrie.
Er werd een scheggenstructuur geïntroduceerd: de stad kreeg vingervormige lobben met bebouwing die naar buiten wezen, en daartussen was ruimte voor veel groen. De grootste groene scheg werd het Amsterdamse Bos. Deze structuur kwam later bekend te staan als de Groene- of Amsterdamse Scheggen.

## Uitwerking
Het oorspronkelijke plan was vooral een structuurplan: het gaf globaal aan wat waar zou moeten komen. Er werd geen concrete invulling gegeven aan de inrichting van bijvoorbeeld de woongebieden. Dat gebeurde later in allerlei partiële uitbreidingsplannen. Het was echter al snel duidelijk wat de ontwerpers in gedachte hadden: licht, lucht en ruimte, het principe van het nieuwe bouwen. Voor een deel was dat een antwoord op de soms overbevolkte wijken in de binnenstad. In tegenstelling tot de traditionele stad was niet de bebouwing het structuurgevende element, maar het groen en het water. De bebouwing was sober ontworpen en terughoudend geplaatst; de richting van de bouwblokken werd bepaald door de oriëntatie op de zon.
De eerste grotere wijk waarin dit principe werd toegepast was Bos en Lommer, in 1936 werd begonnen met de bouw van Landlust, de rest van Bos en Lommer volgde twee jaar later. Door het uitbreken van de oorlog lag de bouw van 1942 tot 1948 stil. De wijk werd voltooid in 1958.
Met de nieuwe ideeën werden na de oorlog de grote woonwijken in het westen aangelegd als tuinsteden: stroken met langgerekte laagbouw en flatgebouwen afgewisseld met groenstroken en sportterreinen. Zo verrezen de wijken Slotermeer (1951-1954), Geuzenveld (1953-1958), Slotervaart (1954-1960), Overtoomse Veld (1958-1963) en Osdorp (1956-1962). Slotermeer kende voornamelijk een verkaveling in hoven; bij Geuzenveld werd gepoogd een meer grootstedelijk karakter te verkrijgen door middelhoge centrumbebouwing met daaromheen laagbouw. Te midden van deze Westelijke Tuinsteden kwam de Sloterplas te liggen.
In Amsterdam-Zuid werd volgens het Plan Zuideramstel uit 1940 de Prinses Irenebuurt gebouwd en tussen 1958 en 1966 Buitenveldert aangelegd.
In Amsterdam-Oost werden in de Watergraafsmeer onder andere Tuindorp Frankendael (1950-1954) en het zuidelijke deel van de wijk Middenmeer gerealiseerd.
De eerste plannen die in het kader van het Algemeen Uitbreidingsplan werden uitgevoerd waren overigens kleinschalige projecten die aansloten op de structuur van de Gordel '20-'40.

## Bijstellingen
Van Eesteren c.s. hadden gewerkt met bevolkingsprognoses die voor het jaar 2000 een inwonertal voorzagen van 960.000; in werkelijkheid waren het er circa 730.000. Toch bleek al rond 1956 dat er meer woningen moesten komen, vooral door de toename van het ruimtegebruik per persoon: minder mensen in grotere woningen.
Het Structuurplan Noord (1958) maakte nieuwe wijken mogelijk ten noorden van het IJ. De afdeling Stadsontwikkeling zag aanvankelijk niets in Noord, omdat er geen vaste oeververbinding was. Daar kwam verandering in door de aanleg van de Coentunnel (1966) en de IJtunnel (1968). Zo verrezen Nieuwendam-Noord (1964-1968), Buikslotermeer-Noord (1964-1970) en de Banne Buiksloot (1964-1968). Voor de Molenwijk (1968) en de Banne II (1976) werd gebied van Oostzaan en Landsmeer geannexeerd.
De volgende aanpassing op het AUP was het Structuurplan Amsterdam-Zuid en Zuidoost, uit 1965. De bekendste wijk uit dat plan werd de Bijlmermeer, waartoe grondgebied van de gemeente Weesperkarspel werd geannexeerd. De wijk werd vanuit de stad bereikbaar met een tweetal metrolijnen sinds 1977.

## Nieuwe tijden
In de jaren zeventig kwam de stadsvernieuwing op gang, waarbij onder meer bleek dat lang niet iedereen in licht en lucht wilde wonen. Het idee van de compacte stad voorzag in verdichting van reeds bebouwde gebieden, en bovendien in menging van wonen, werken en recreëren. Daarnaast bleek wonen in dorpachtige laagbouwwijken populair, zoals mogelijk was geworden in groeikernen.
Met het ouder worden van de woningen in de tuinsteden werd vanaf de jaren 90 van de twintigste eeuw steeds luider gedacht aan sloop en herstructurering van de Westelijke Tuinsteden, waar volgens sommigen ruimte zou zijn voor een veelvoud aan woningen. In het kader van het uit 2001 daterende plan Richting ParkStad 2015 lag het in de bedoeling dat er 13.500 woningen gesloopt zouden worden en er 24.000 nieuwe woningen zouden komen. In 2015 was hiervan ongeveer de helft gerealiseerd.

## Canon van Amsterdam
- Het Algemeen Uitbreidingsplan is venster nummer 38 van de Canon van Amsterdam.